# Pedro Pauleta
Pedro Miguel Carreiro Resendes, nascut el 28 d'abril de 1973 a Ponta Delgada, més conegut com a Pauleta és un futbolista portugués, ja retirat. És el màxim golejador de la història de la selecció portuguesa, amb 47 gols en 88 partits, tot superant a Eusébio. Per la característica celebració alçant els braços també se'l va conèixer com el pardal de les Açores.

## Trajectòria
Va començar la seua carrera jugant en modestos clubs de les Açores. Després de passar també per la pedrera del Porto FC, el 1994 fitxa per l'União Micaelense. A l'any següent recala a l'Estoril-Praia, on marca 19 gols en 30 partits.
Aquestes bones xifres fan que sigue incorporat a la UD Salamanca, de la Segona Divisió espanyola, el 1996. Eixe any va ser el màxim golejador de la categoria, i el club puja a Primera, on Pauleta segueix mostrant la seua ratxa amb 15 dianes. El 1998 signa pel Deportivo de La Corunya. Al quadre gallec marca 33 gols en 92 partits i aconsegueix el títol de lliga de la campanya 99/00.
Al setembre del 2000 deixa Galícia i marxa al Girondins de la Ligue 1 francesa. Va quallar una gran primera temporada a Bordeus, tot debutant amb un hat-trick davant el Nantes. A l'any següent va ser el màxim golejador de Le Championnat, amb 21 gols, i va ser nomenat Futbolista de l'Any 2002. El seu pas pel Girondins es resumeix en 65 gols en 98 partits de lliga. El 2003 repetiria com Futbolista de l'Any.
A la 2003-2004 fitxa pel París Saint-Germain per tres anys. Eixe any, marca 18 gols, que serveixen perquè els parisencs siguen segons de lliga, i marca el gol decisiu de la final de Copa contra el Châteauroux. Finalment, va romandre cinc temporades a la capital francesa, guanyant també la Copa del 2006.
A l'acabar la temporada 07/08 es va desvincular del París SG i va penjar les botes, a excepció que els denominats tres grans portuguesos (Benfica, Porto i Sporting de Lisboa) li feren cap oferta, cosa que no es va produir. D'aquesta manera, es dona el cas que un dels millors jugadors lusos entre 1995 i 2005 no va disputar cap partit en la màxima divisió del seu país natal.

## Selecció
Pauleta és el màxim golejador de la història de la selecció portuguesa de futbol, amb 47 gols aconseguits en 88 partits. Va ser un dels jugadors fixes del combinat lus, i per aquest motiu va estar present als Mundials de 2002 i 2006 i a les Eurocopes de 2000 i 2004.

## Títols
- Lliga espanyola 99/00
- Copa de França 01/02, 03/04, 05/06
- Copa de la Lliga francesa 07/08

### Individual
- Màxim golejador Segona Divisió portuguesa 95/96
- Màxim golejador Segona Divisió espanyola 96/97
- Màxim golejador Ligue 1 francesa 01/02, 05/06, 06/07
- Futbolista de l'Any a França 01/02, 02/03